# 錫克利夫 (紐約州)
錫克利夫（英語：Sea Cliff）是位於美國紐約州拿騷縣的村。

## 人口
根據2020年美國人口普查的數據，錫克利夫的面積為5.08平方千米，當中陸地面積為2.89平方千米，而水域面積為2.19平方千米。當地共有人口5062人，而人口密度為每平方千米996人。